# La Morte
Pour la nouvelle de Maupassant, voir La Morte (nouvelle).
Pour l’article ayant un titre homophone, voir Lamorthe.
La Morte est une commune française située dans le département de l'Isère, en région Auvergne-Rhône-Alpes.
La station de ski de cette commune s'appelle l'Alpe du Grand Serre.

## Géographie

### Situation et description
La Morte appartient, géographiquement, à une aire appelée Matheysine. La commune est située dans la région Auvergne-Rhône-Alpes, au sud-est du département de l'Isère. La superficie de la commune est de 1 945 hectares et l'altitude varie de 1 063 à 2 653 mètres. Le village se trouve juste au nord-ouest du col de La Morte où est implantée la station de sports d'hiver de l'Alpe du Grand Serre.
La commune se trouve à 20 km au nord de Valbonnais, chef-lieu de canton, et à 33 km au sud-est de la préfecture, Grenoble. Elle se situe à 613 km de Paris.

### Climat
Pour des articles plus généraux, voir Climat d'Auvergne-Rhône-Alpes et Climat de l'Isère.
En 2010, le climat de la commune est de type climat de montagne, selon une étude du Centre national de la recherche scientifique s'appuyant sur une série de données couvrant la période 1971-2000. En 2020, Météo-France publie une typologie des climats de la France métropolitaine dans laquelle la commune est exposée à un climat de montagne ou de marges de montagne et est dans une zone de transition entre les régions climatiques « Alpes du nord » et « Alpes du sud ». 
Pour la période 1971-2000, la température annuelle moyenne est de 6,3 °C, avec une amplitude thermique annuelle de 15,7 °C. Le cumul annuel moyen de précipitations est de 1 177 mm, avec 9,6 jours de précipitations en janvier et 7,7 jours en juillet. Pour la période 1991-2020, la température moyenne annuelle observée sur la station météorologique de Météo-France la plus proche, « Lavaldens », sur la commune de Lavaldens à 6 km à vol d'oiseau, est de 8,3 °C et le cumul annuel moyen de précipitations est de 1 241,5 mm,. Pour l'avenir, les paramètres climatiques de la commune estimés pour 2050 selon différents scénarios d'émission de gaz à effet de serre sont consultables sur un site dédié publié par Météo-France en novembre 2022.

## Urbanisme

### Typologie
Au 1er janvier 2024, La Morte est catégorisée commune rurale à habitat très dispersé, selon la nouvelle grille communale de densité à sept niveaux définie par l'Insee en 2022.
Elle est située hors unité urbaine et hors attraction des villes,.

### Occupation des sols
L'occupation des sols de la commune, telle qu'elle ressort de la base de données européenne d’occupation biophysique des sols Corine Land Cover (CLC), est marquée par l'importance des forêts et milieux semi-naturels (87 % en 2018), en diminution par rapport à 1990 (88,7 %). La répartition détaillée en 2018 est la suivante : 
forêts (42,4 %), milieux à végétation arbustive et/ou herbacée (28,8 %), espaces ouverts, sans ou avec peu de végétation (15,7 %), prairies (11 %), zones agricoles hétérogènes (2 %). L'évolution de l’occupation des sols de la commune et de ses infrastructures peut être observée sur les différentes représentations cartographiques du territoire : la carte de Cassini (XVIIIe siècle), la carte d'état-major (1820-1866) et les cartes ou photos aériennes de l'IGN pour la période actuelle (1950 à aujourd'hui).

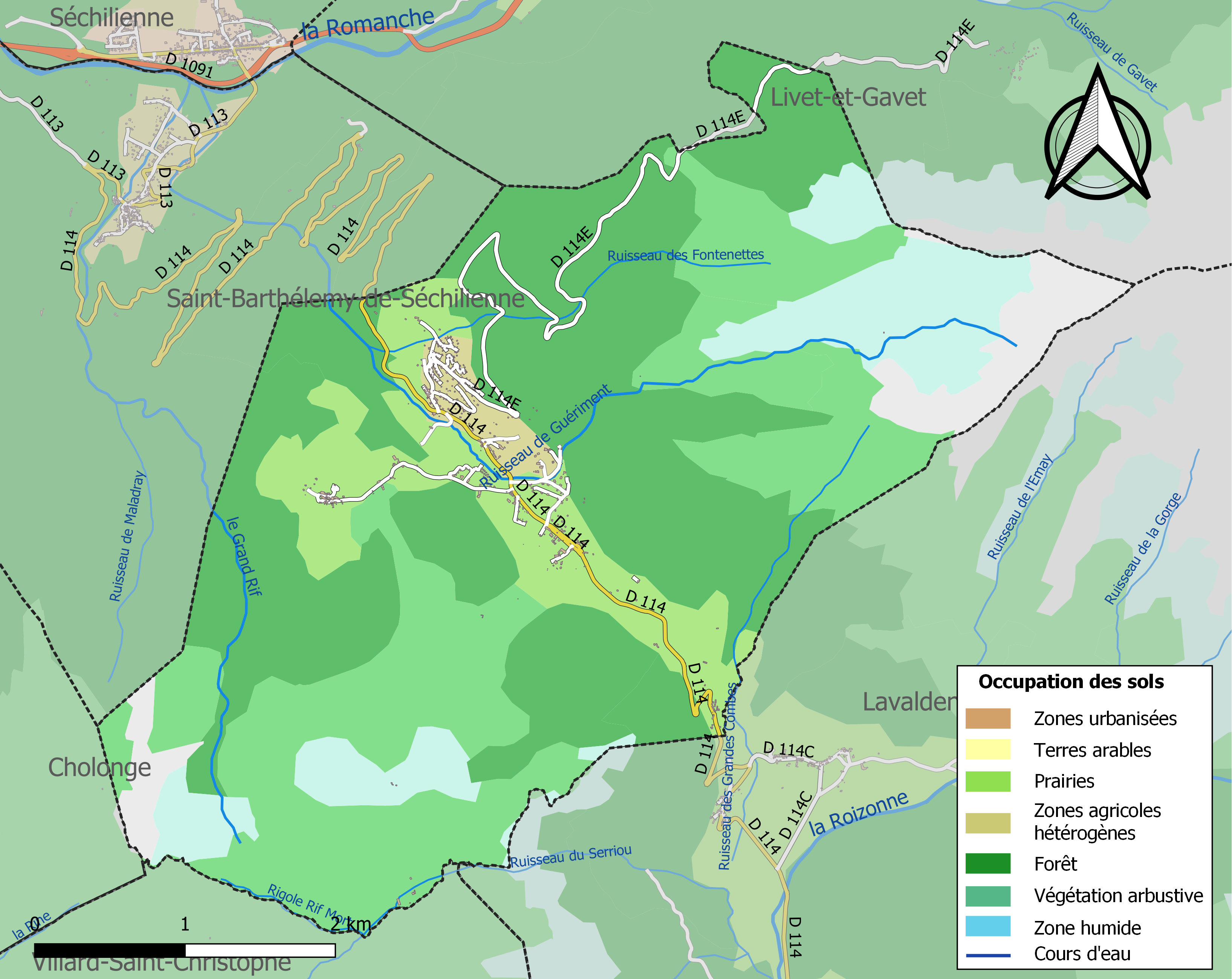
Carte des infrastructures et de l'occupation des sols de la commune en 2018 (CLC).

### Voies de communication
Jusqu'en 1938, il fallait passer par La Mure pour accéder à La Morte. Depuis 1938, une route nouvelle, la D 114, permet d'accéder directement de Séchilienne à La Morte.

## Histoire
Au XIIe siècle, quelques bergers vinrent se fixer à La Morte avec leurs troupeaux. Pour les attacher au sol, le dauphin Guigues V, le leur abandonna. En 1250, Guigues VII fixa les limites du territoire et l'albergea aux habitants (20 livres par an et 4 quintaux de fromage), acte confirmé par le dauphin Jean II en 1318. La communauté de La Morte fera partie du mandement de Vizille et dépendra des seigneurs de Vizille.
La Morte n'est pas une paroisse et dépend au Moyen Âge de Lavaldens. Et depuis la fin du XVIIe siècle de Moulin-Vieux (hameau de Lavaldens) où se trouvent l'église et le cimetière.
Aux XVe et XVIIe siècles, les habitants du mandement de La Mure, alors très déboisé, s'approvisionnaient en bois de construction et de chauffage dans les forêts de La Morte. Les habitants du lieu se plaignaient des agissements des Matheysins. Les sapins de La Morte étaient considérés d'une qualité nettement supérieure.
En 1250, le dauphin Humbert Ier permit à l'abbaye de Saint-Pierre d'Izeaux de faire paître ses troupeaux sur une partie de la montagne de Prévourey. Abusant de cette autorisation, l'abbaye envoya des troupeaux sur toutes les montagnes de la communauté qui s'en plaignit au dauphin. Les titres d'albergement disparus dans un incendie furent renouvelés en 1318, mais les discussions reprirent avec l'abbaye transférée à Beaurepaire. Un procès s'ensuivit et se termina pendant la Révolution à l'avantage de La Morte. 500 ans de vexations s'achevaient.

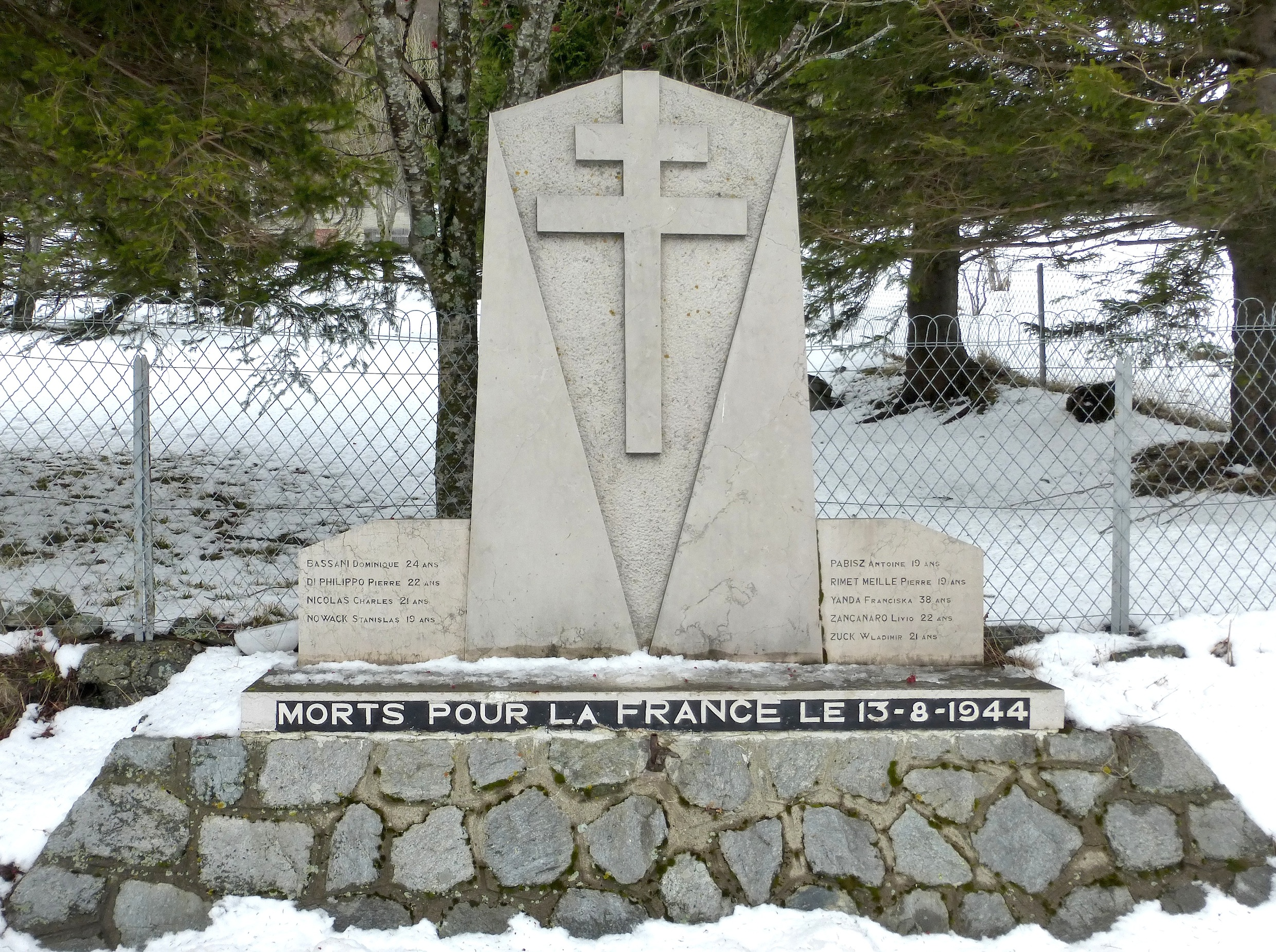
Monuments aux Fusillés de La Morte.

Des maquisards prennent les armes en 1944 et se cachent dans les montagnes des alentours, notamment autour du lac du Poursollet, dans la commune voisine de Livet-et-Gavet. Une intervention allemande, en août 1944, entraîne la mort d'un grand nombre de maquisards dont la plupart sont tués au combat ou fusillés. 8 d'entre eux seront exécutés par les soldats allemands au centre du village de La Morte le 13 août 1944. Une stèle est depuis érigée sur les lieux de leur assassinat.
En 2014, La Morte a été élue capitale de la joie, à l’issue du concours internet promotionnel lancé par le groupe Mondelez France (propriétaire de marques de sucreries). Les internautes avaient jusqu’au 26 mai pour voter entre Le Cercueil, Pleure, La Tombe, Penne, Soupir et La Morte. Le 28 juin, des festivités ont été organisées, avec notamment un concert de Bénabar dans le stade de football.

### Les Hospitaliers
Les habitants eurent aussi des démêlés avec l'hospice de La Mure au sujet de la montagne de Romayoux, enclavée dans celles de La Morte et ayant appartenu aux Hospitaliers de l'ordre de Saint-Jean de Jérusalem. Ils voulaient l'acquérir, mais elle fut cédée, malgré leur opposition, à l'hospice en 1805.

## Politique et administration

### Liste des maires

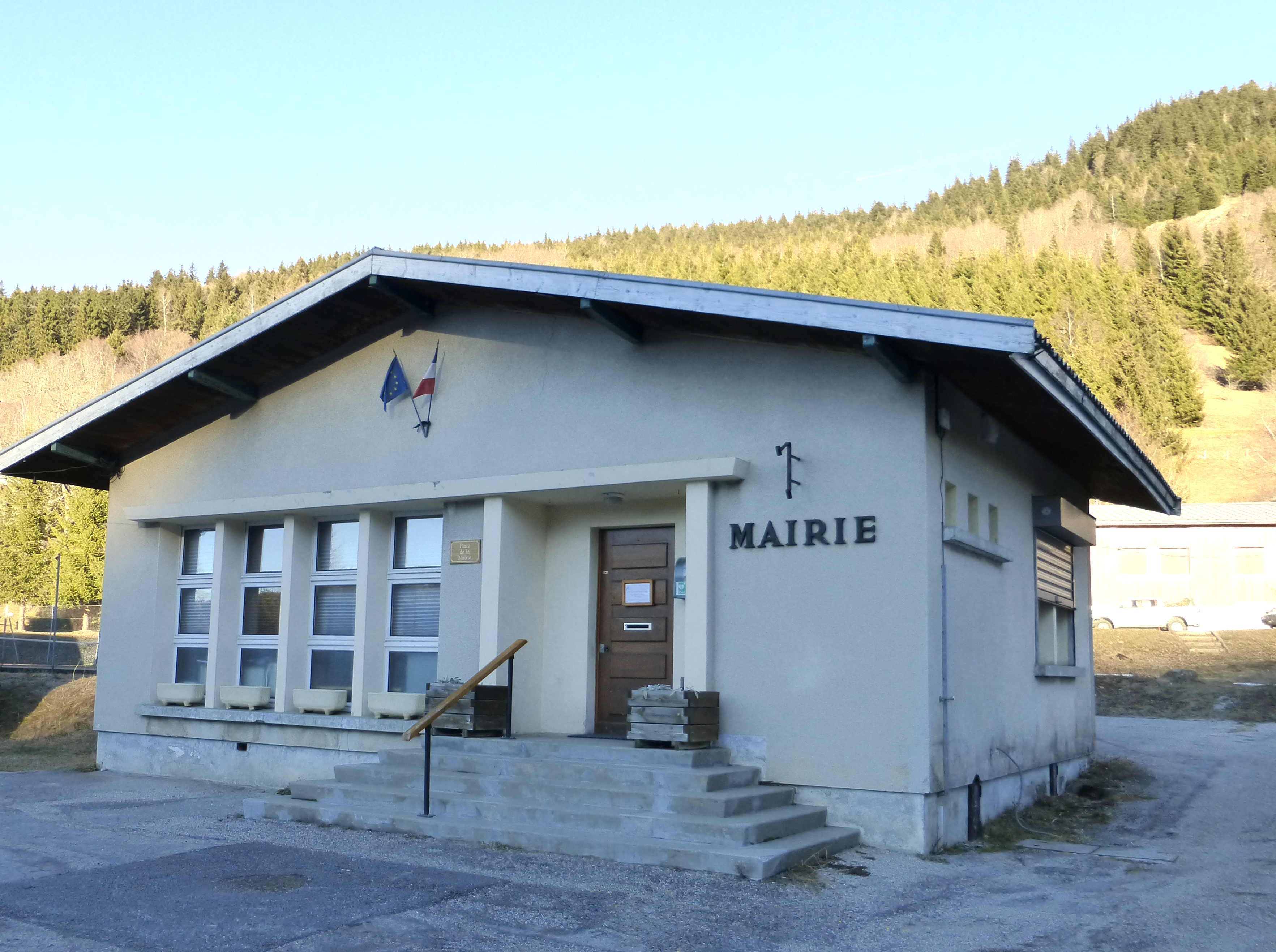
Mairie de La Morte.

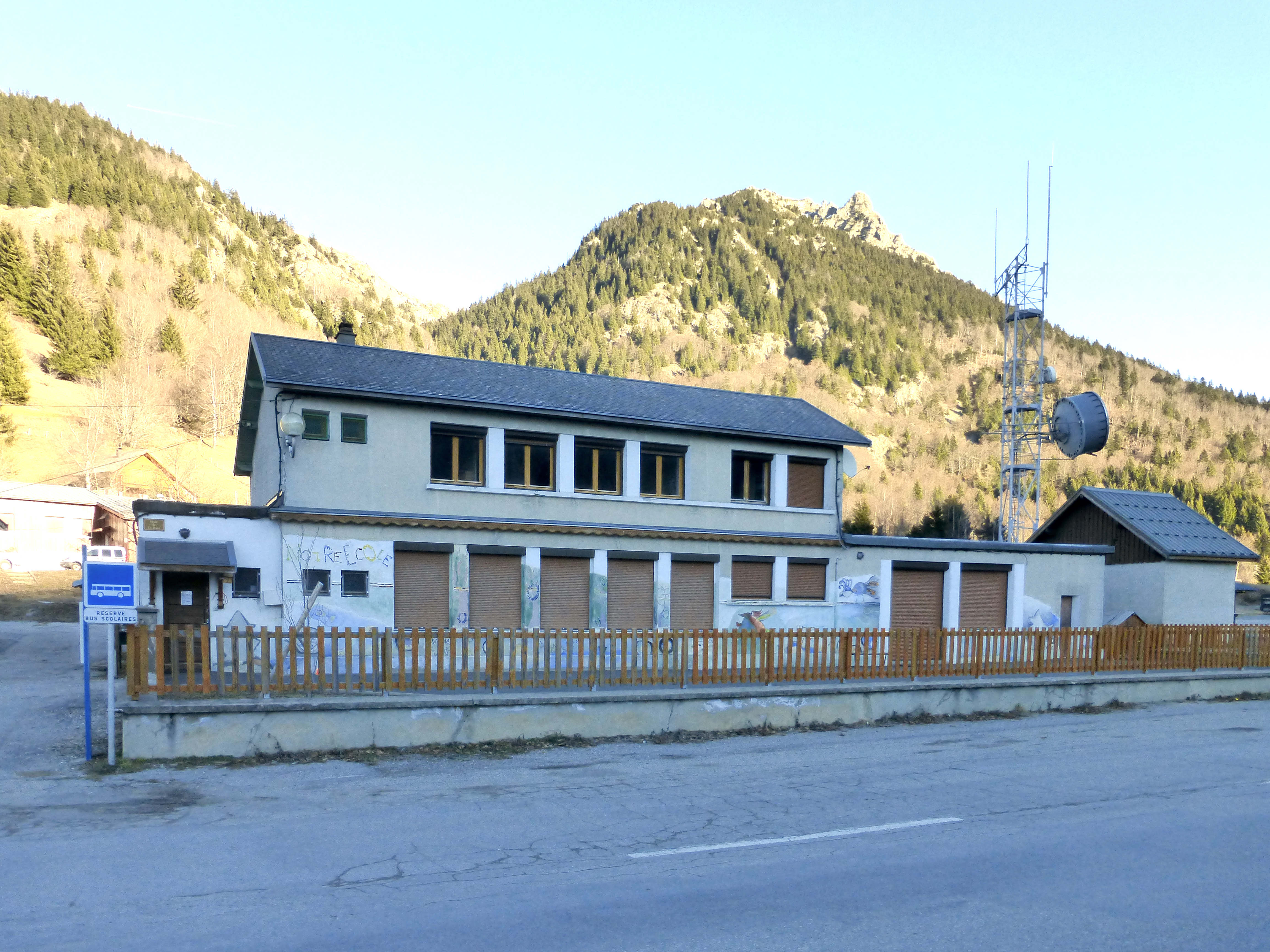
École Publique de La Morte.

| Période                                  | Période  | Identité                | Étiquette    | Qualité                                                                                       |
| ---------------------------------------- | -------- | ----------------------- | ------------ | --------------------------------------------------------------------------------------------- |
| 1793                                     | 1794     | Christople Poncet       |              |                                                                                               |
| 1794                                     | 1795     | Pierre Clavel           |              |                                                                                               |
| 1796                                     | 1797     | Christople Poncet       |              |                                                                                               |
| 1797                                     | 1800     | Joseph Cret             |              |                                                                                               |
| 1800                                     | 1808     | Antoine Clavel          |              |                                                                                               |
| 1808                                     | 1808     | Joseph Cret             |              |                                                                                               |
| 1809                                     | 1815     | Pierre Clavel           |              |                                                                                               |
| 1816                                     | 1817     | Antoine Mazet           |              |                                                                                               |
| 1818                                     | 1820     | Pierre André Poncet     |              |                                                                                               |
| 1819                                     | 1822     | Jean Baptiste Moura     |              |                                                                                               |
| 1822                                     | 1827     | Joseph Mistral          |              |                                                                                               |
| 1828                                     | 1828     | Joseph Chamba           |              |                                                                                               |
| 1829                                     | 1832     | Joseph Cret             |              |                                                                                               |
| 1832                                     | 1835     | Jean Vincent            |              |                                                                                               |
| 1835                                     | 1838     | Jean Carron             |              |                                                                                               |
| 1838                                     | 1840     | François Poncet         |              |                                                                                               |
| 1841                                     | 1846     | Jean Carron             |              |                                                                                               |
| 1846                                     | 1848     | Jean Baptiste Borel     |              |                                                                                               |
| 1848                                     | 1865     | Antoine Roux            |              |                                                                                               |
| 1865                                     | 1870     | Joseph Cret             |              |                                                                                               |
| 1870                                     | 1876     | Hippolyte Roux          |              |                                                                                               |
| 1876                                     | 1879     | Pierre Antoine Clavel   |              |                                                                                               |
| 1880                                     | 1880     | Pierre Hippolyte Poncet |              |                                                                                               |
| 1881                                     | 1884     | Michel Mourard          |              |                                                                                               |
| 1885                                     | 1887     | Hippolyte Poncet        |              |                                                                                               |
| 1888                                     | 1892     | Eugène Cret             |              |                                                                                               |
| 1893                                     | 1895     | Hippolyte Poncet        |              |                                                                                               |
| 1896                                     | 1900     | Hippolyte Vincent       |              |                                                                                               |
| 1900                                     | 1907     | Eugène Bruyat           |              |                                                                                               |
| 1908                                     | 1911     | Maurice Poncet          |              |                                                                                               |
| 1912                                     | 1919     | Hippolyte Vincent       |              |                                                                                               |
| 1920                                     | 1925     | Antoine Rostaing        |              |                                                                                               |
| 1925                                     | 1929     | Michel Elie Mistral     |              |                                                                                               |
| 1929                                     | 1935     | Félicien Roux           |              |                                                                                               |
| 1935                                     | 1972     | Paul Mistral (fils)     | SFIO puis PS | Sénateur de l'Isère de 1955 à 1981, et conseiller général du canton de Valbonnais (1945-1979) |
| 1972                                     | 1983     | Roger Fayolle           | DVG          |                                                                                               |
| 1983                                     | 1989     | Louis Desmoullins       | DVD          |                                                                                               |
| 1989                                     | 2001     | Roger Vincent           | DVD          | Restaurateur                                                                                  |
| 2001                                     | 2012     | Alain Mistral           | PS           | Conseiller général du canton de Valbonnais (2004-2015)                                        |
| 2012                                     | 2014     | Guy Abonnel             |              |                                                                                               |
| 2014                                     | En cours | Raymond Maslo           | SE           |                                                                                               |
| Les données manquantes sont à compléter. |          |                         |              |                                                                                               |

## Population et société

### Démographie
L'évolution du nombre d'habitants est connue à travers les recensements de la population effectués dans la commune depuis 1800. Pour les communes de moins de 10 000 habitants, une enquête de recensement portant sur toute la population est réalisée tous les cinq ans, les populations de référence des années intermédiaires étant quant à elles estimées par interpolation ou extrapolation. Pour la commune, le premier recensement exhaustif entrant dans le cadre du nouveau dispositif a été réalisé en 2004.

En 2022, la commune comptait 139 habitants, en évolution de +6,92 % par rapport à 2016 (Isère : +3,07 %, France hors Mayotte : +2,11 %).
| 1800 | 1806 | 1821 | 1831 | 1836 | 1841 | 1846 | 1851 | 1856 |
| ---- | ---- | ---- | ---- | ---- | ---- | ---- | ---- | ---- |
| 262  | 187  | 249  | 343  | 371  | 318  | 322  | 298  | 273  |

| 1861 | 1866 | 1872 | 1876 | 1881 | 1886 | 1891 | 1896 | 1901 |
| ---- | ---- | ---- | ---- | ---- | ---- | ---- | ---- | ---- |
| 263  | 270  | 261  | 253  | 239  | 238  | 215  | 215  | 209  |

| 1906 | 1911 | 1921 | 1926 | 1931 | 1936 | 1946 | 1954 | 1962 |
| ---- | ---- | ---- | ---- | ---- | ---- | ---- | ---- | ---- |
| 216  | 230  | 166  | 160  | 149  | 117  | 118  | 111  | 76   |

| 1968 | 1975 | 1982 | 1990 | 1999 | 2004 | 2006 | 2009 | 2014 |
| ---- | ---- | ---- | ---- | ---- | ---- | ---- | ---- | ---- |
| 67   | 69   | 120  | 142  | 130  | 140  | 132  | 155  | 136  |

| 2019 | 2022 | - | - | - | - | - | - | - |
| ---- | ---- | - | - | - | - | - | - | - |
| 136  | 139  | - | - | - | - | - | - | - |

### Équipements sportifs
La commune héberge la station de ski Alpe du Grand Serre sur son territoire.

## Culture et patrimoine

### Lieux et monuments
- La chapelle Sainte-Anne du Désert

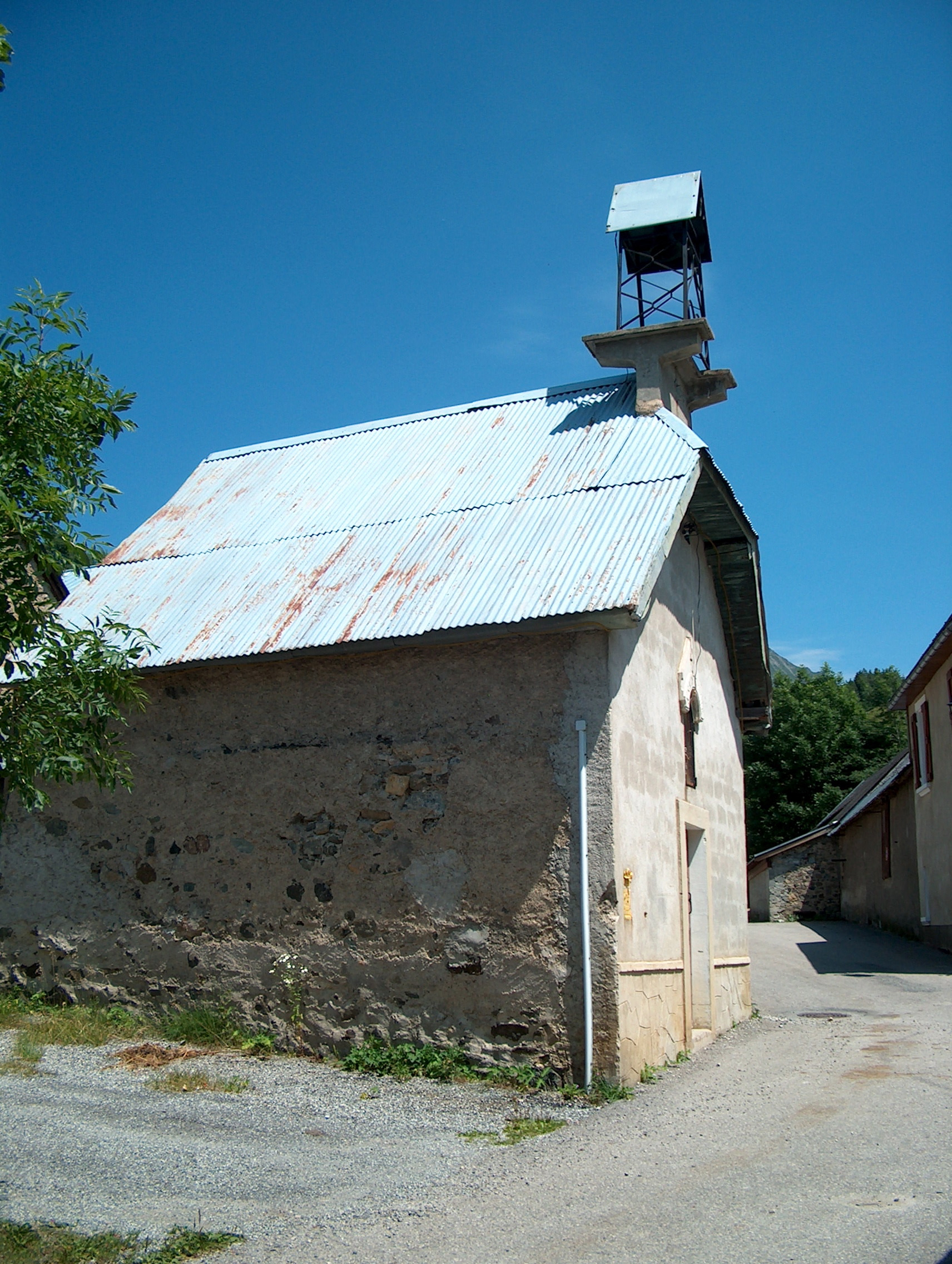
Chapelle Sainte-Anne du Désert.

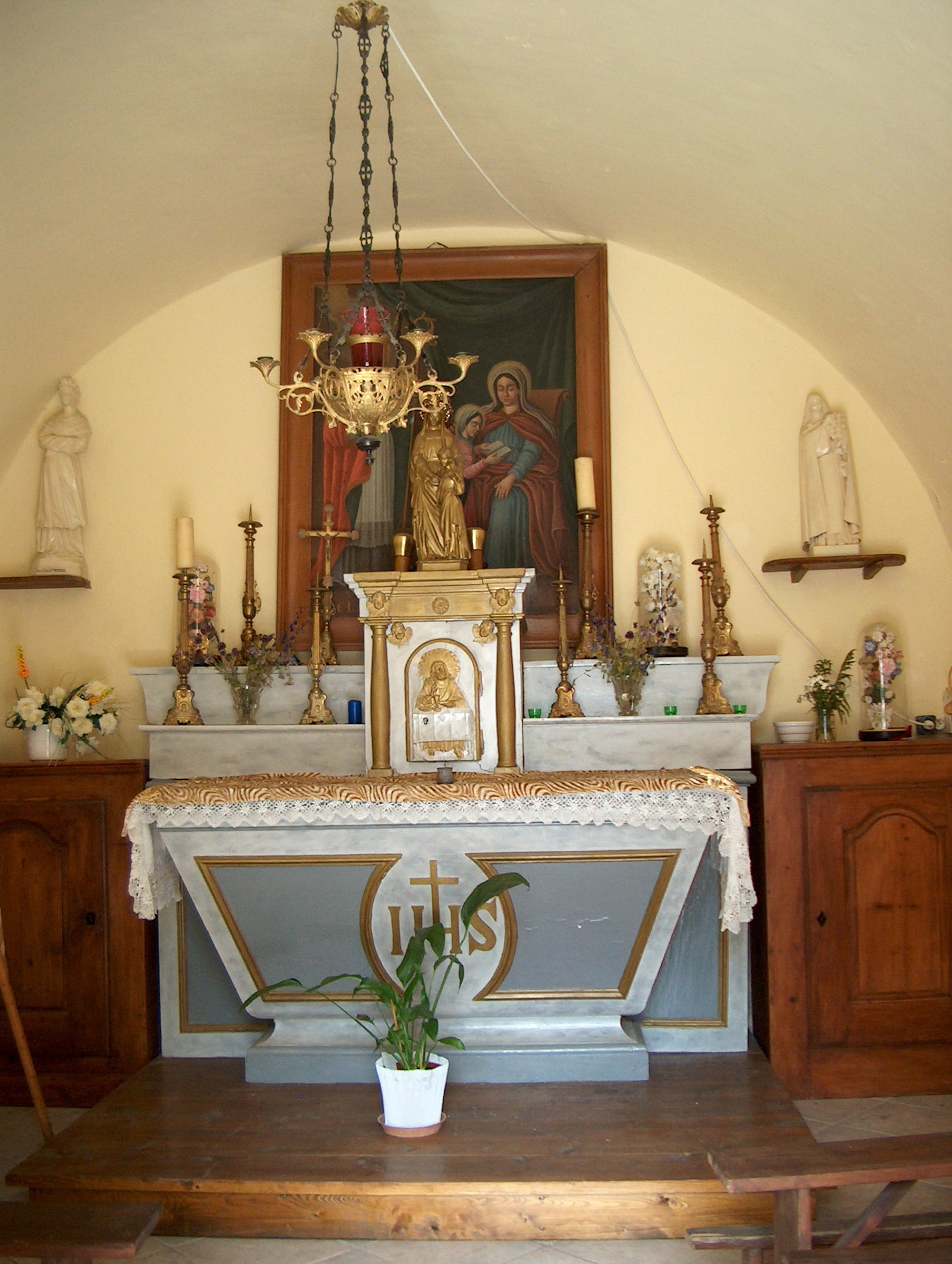
Autel de la chapelle.

Depuis le Moyen Âge, lorsque les pluies se faisaient rares, les habitants de La Morte organisaient des processions à travers la montagne du Grand Serre, la bannière en tête, afin de faire tomber la pluie.
Et souvent, la pluie arrivait pour arroser les pâturages…
Mais le curé de la paroisse officiait pour les messes, baptêmes, mariages et sépultures dans l'église de Moulin Vieux, sous le vocable de Saint-Antoine, succursale de la paroisse de Lavaldens.
Aujourd'hui, cette chapelle est un lieu de prières, où les habitants du village aiment se recueillir.
C'est devant cette chapelle que l'on passe pour atteindre le lieu-dit de Combe du Lacca, où des maisons étaient encore habitées il y a moins d'un siècle.
Aujourd'hui la forêt a pris possession des pâturages.
Le hameau du Désert, le plus important hameau de La Morte, contemple Le Grand Serre qui culmine à 2 141 m d'altitude.
- Le hameau de la Scie

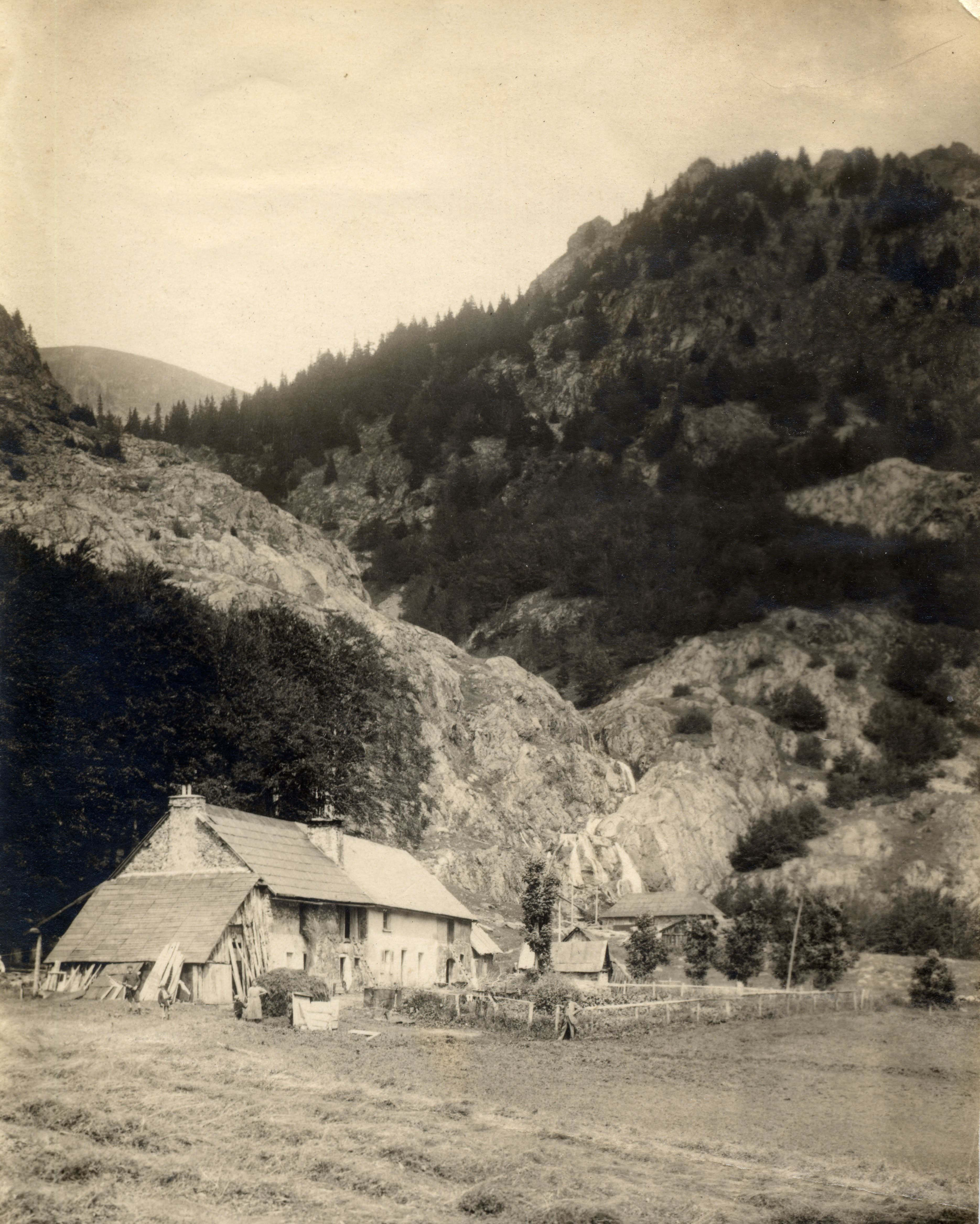
maison de la Scie en 1905.

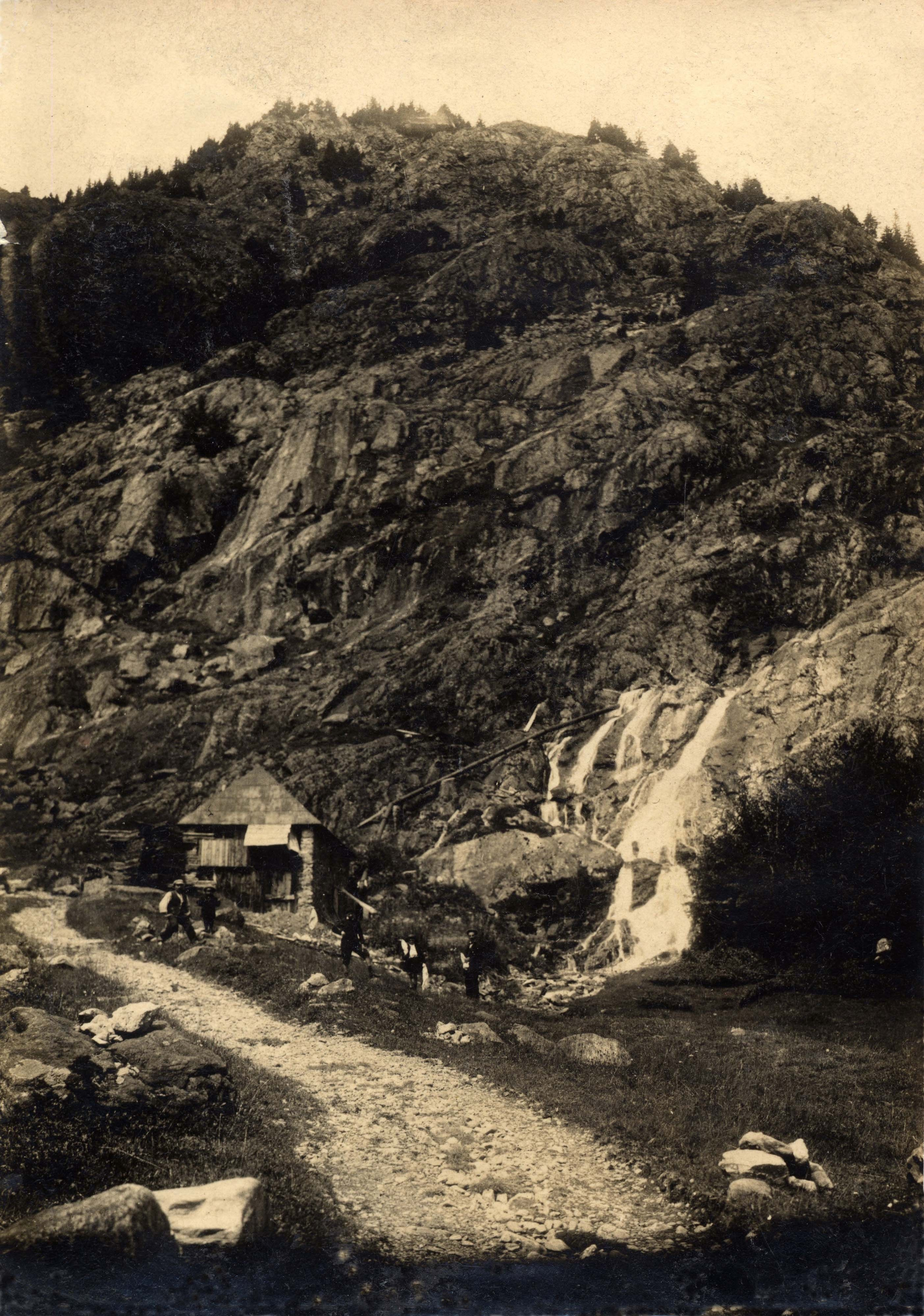
Scierie Veysselier à La Morte en 1905.

C'est au pied de la cascade du torrent descendant des lacs de Prévourey et du Brouffier, qu'ont été construites, il y a plusieurs siècles, la maison où habitaient les familles Pourreau et Veysselier. La scierie était exploitée en ce temps-là par Antoine Veysselier, qui était également garde-chasse des forêts communales. Elle lui provenait de son père Hippolyte et Antoine Veysselier l'a transmise à son fils Eugène.
Aujourd'hui, ces bâtiments sont toujours habités, et la scierie possède encore sa turbine Pelton, ainsi que sa conduite d'arrivée d'eau, prise dans la cascade.

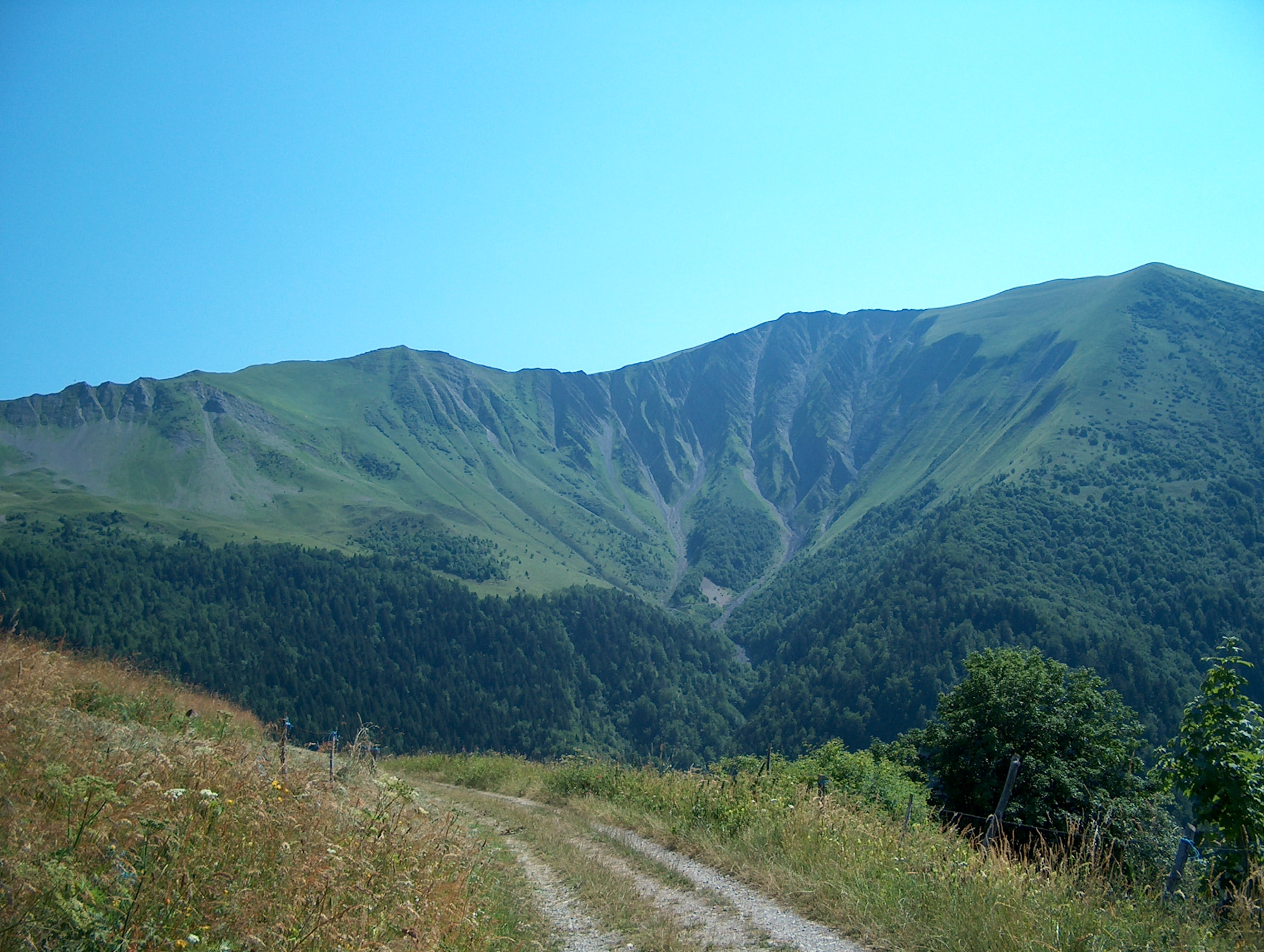
Vue du Grand Serre depuis le hameau du Désert.
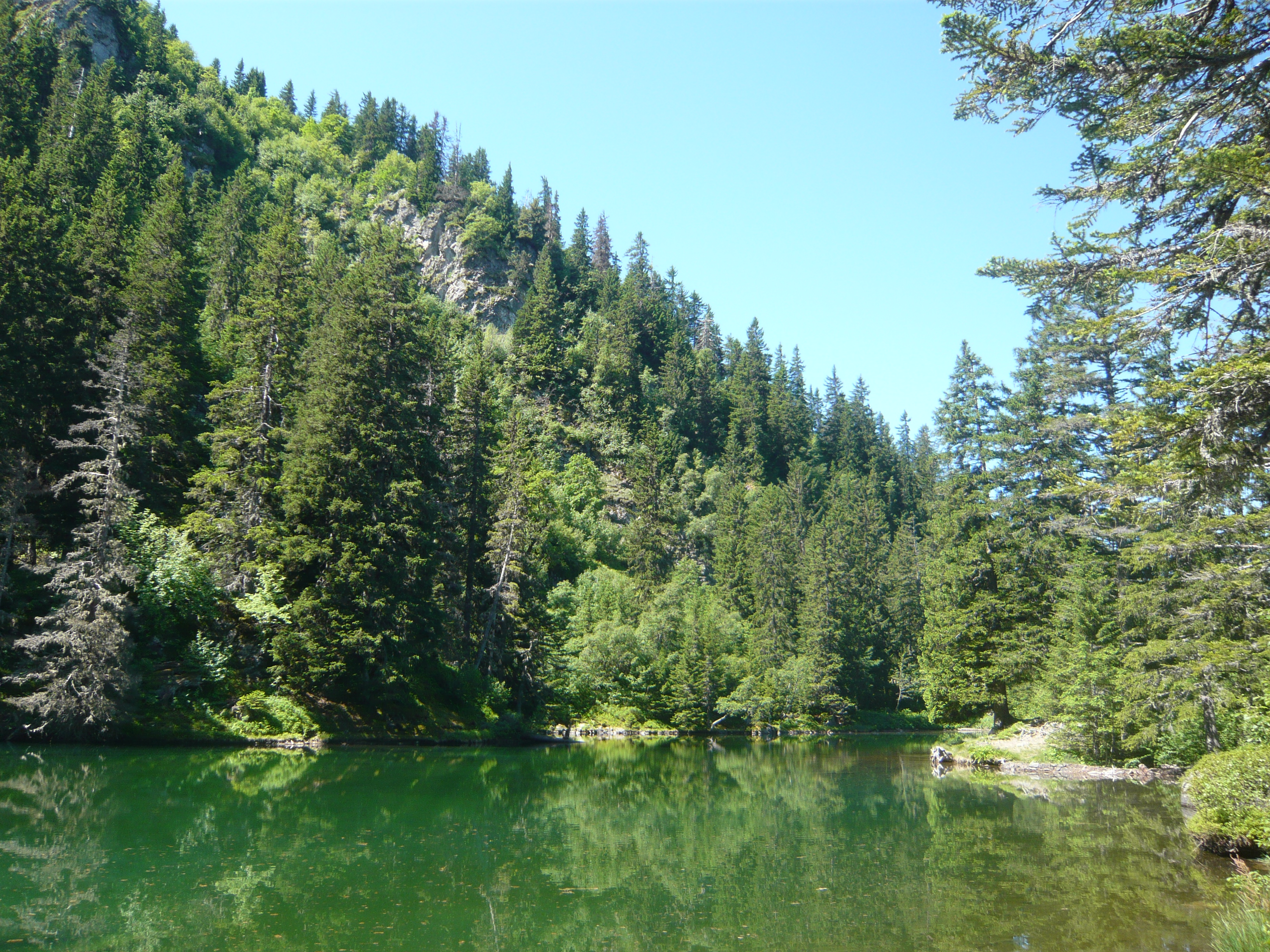
Le Lac Claret.
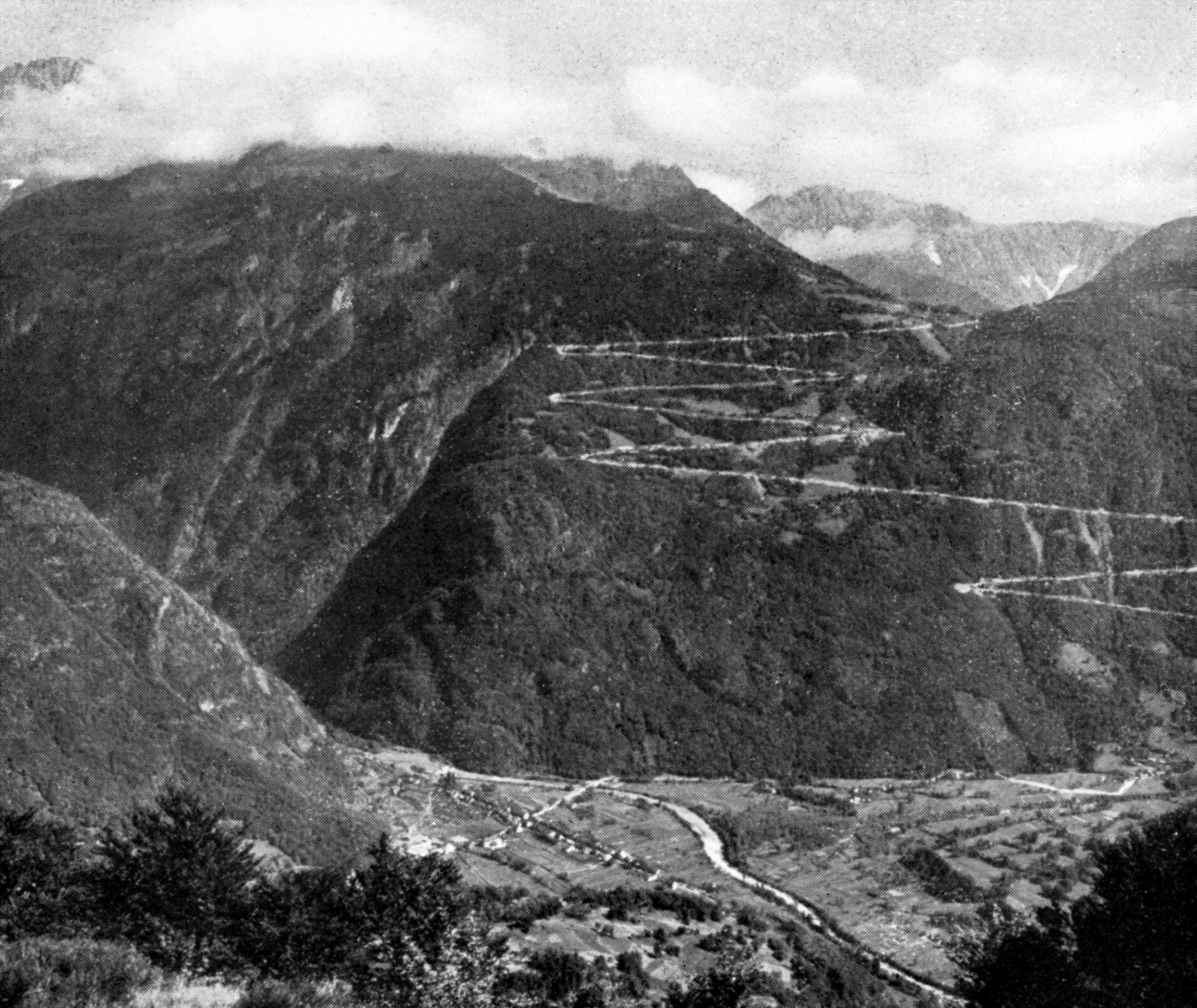
La nouvelle route de La Morte (en 1938).
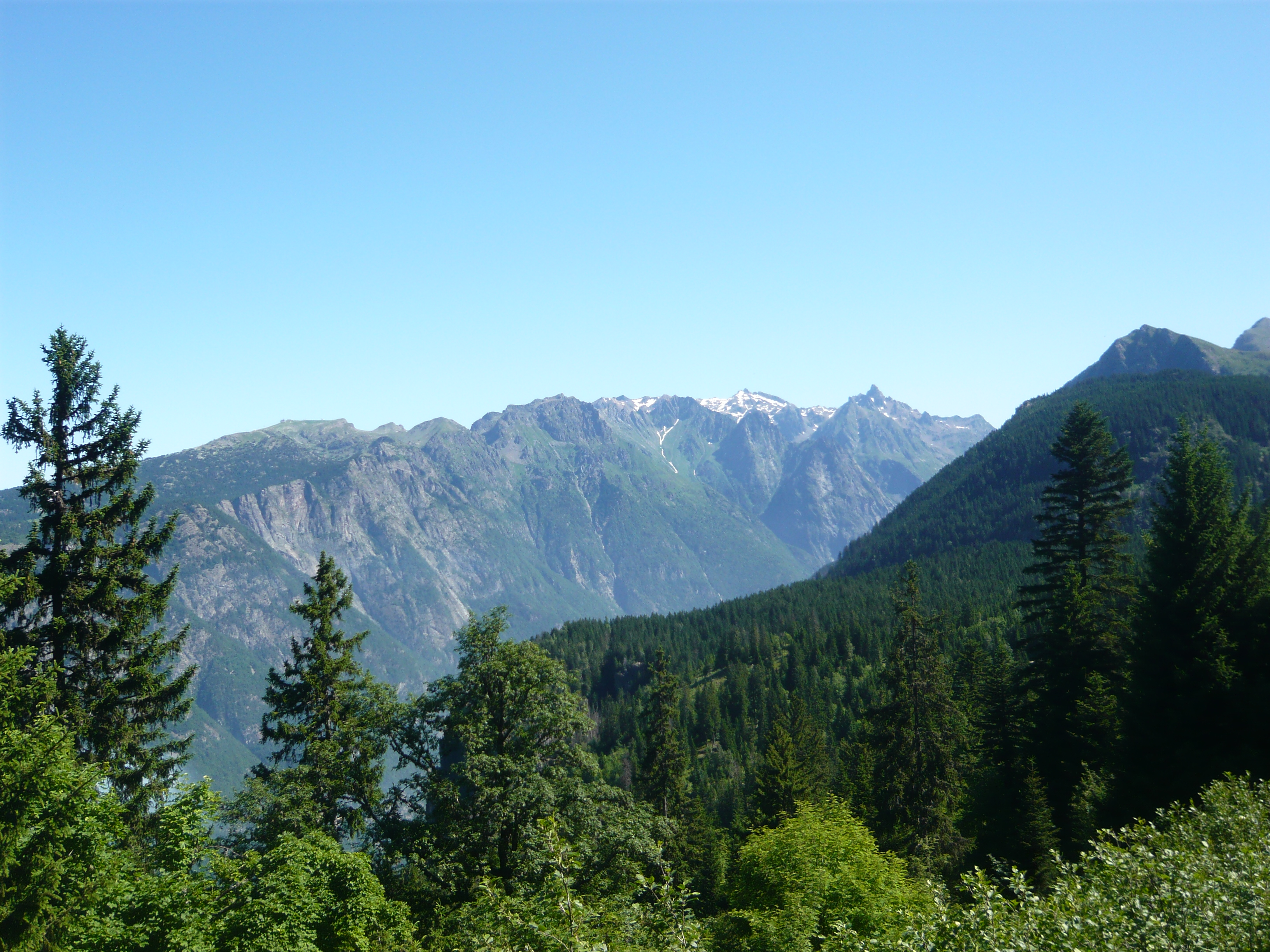
L'Oisans vu depuis La Morte (route du Poursollet).

### Personnalités liées à la commune
- Paul Mistral 1872-1932 : est né à La Morte le 19 septembre 1872. Il était le fils de Hyppolite Mistral et de Julie Pauline Roux. Il est élu maire de Grenoble en 1919 et remplit cette fonction jusqu'à son décès en 1932. Il fut également député de l'Isère de 1910 à 1932. Il est le fondateur de la "cité-jardin" qui porte son nom en 1931.
- Paul Mistral fils fut maire de La Morte pendant 37 ans, de 1935 à 1972. Il fut également sénateur de l'Isère et conseiller général du canton de Valbonnais.
- Marius Roux-Renard, peintre provençal, séjourne à partir de 1908 dans le village et y peint plusieurs tableaux représentants les habitants et les paysages locaux[17]. Il découvre La Morte par l'intermédiaire de son ami Georges Manquat et est initié à l'alpinisme par le guide du village et garde-chasse d'alors, Antoine Veysselier.